# Меланхолија
Меланхолија је душевна болест код које доминирају осећања туге, потиштености, безвољности, хроничног умора, празнине, безвредности и грешности. На моторичком плану је приметна општа успореност, а у екстремним случајевима чак и непокретност. Општи животни тонус је снижен, спавање је поремећено, јавља се губитак апетита, а смањен је и сексуални нагон.